# Gastronomía de Cantón

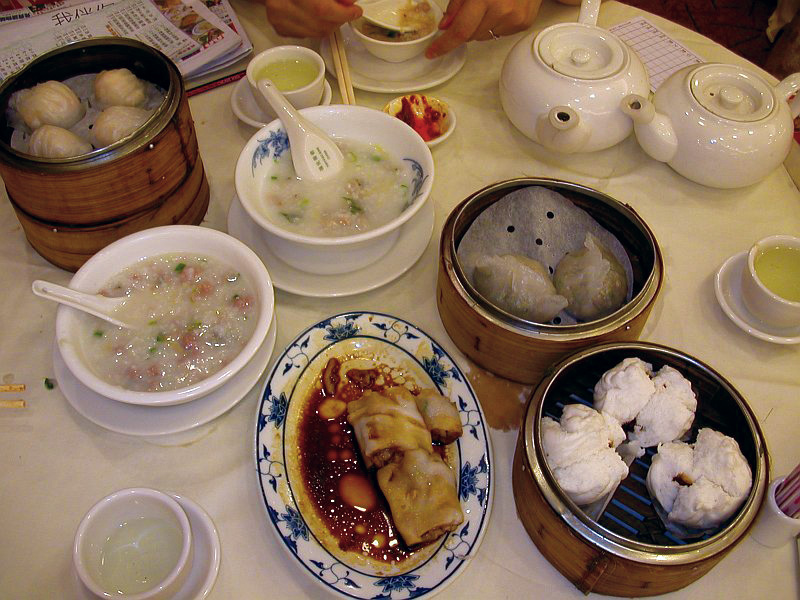
Un desayuno denominado Dim sum típico de Hong Kong. Desde la izquierda a la derecha y desde arriba a abajo: dumplings de gambas (ha gau), té de jazmín, pollo y vegetales (dos boles con cucharas), salsa especiada para mojar (rojo), dumplings al vapor, fideos de arroz con salsa de soja (cheong fun, sobre el plato), panecillos al vapor con un relleno dulce (three).

Se conoce como cocina cantonesa (en chino tradicional, 廣東菜; en chino simplificado, 广东菜; pinyin, Guǎngdōngcài) a una modalidad de la cocina china originaria de la provincia de Cantón, al sur de China, específicamente de los alrededores de la capital de la provincia, Cantón. Es el estilo de cocina china más  conocido fuera de su propio país, hasta tal punto que lo que mayoritariamente se conoce en Occidente como restaurantes de comida china suelen ser restaurantes que ofrecen comida cantonesa o adaptaciones de la misma. Su popularidad fuera de las fronteras del país asiático se debe principalmente al gran número de emigraciones de esta región concreta.

## Características
La cocina cantonesa goza de una amplia variedad de alimentos, debido a los importantes accesos que poseen las ciudades de la provincia de Cantón. Algunos de ellos, como moluscos y mariscos, son difíciles de obtener en el norte del país, debido a la ausencia de contacto con el Mar de la China Meridional, por lo que constituyen una particularidad de la cocina cantonesa. Rara vez Emplea ingredientes picantes como el ají, presentes en otras modalidades de la cocina china.

## Ingredientes

### Especias
La cocina cantonesa puede ser caracterizada por el uso de especias con aroma y sabor muy suave y simple en su combinación. El jengibre, cebolleta, azúcar, sal, salsa de soja, vino de arroz, almidón y aceite son ingredientes suficientes en la cocina cantonesa. El ajo se emplea intensamente sobre todo cuando se cocinan alimentos basados en olores desagradables, tales como entrañas. El polvo de cinco especias, la pimienta y otras especies. El empleo de salsas picantes o de especias picantes es muy rara en la cocina cantonesa, es más adecuada de regiones más templadas como Sichuan, Tailandia, etc. Como regla general en la cocina cantonesa, la cantidad de especias añadidas a un plato es inversamente proporcional a la frescura de los alimentos existentes en el plato.

### Pescado
Guangdong tiene los recursos alimentarios más ricos de China en términos de agricultura y acuicultura. Se prefieren siempre los sabores naturales; un ejemplo de la calidad y frescura de los alimentos se puede ver en algunos restaurantes en los que se esfuerzan por mostrar al cliente el pescado vivo antes de ser preparado y posteriormente consumido, por esta razón resulta familiar ver tanques de agua con pescado en sus interior en las cercanías de los restaurantes. Debido a su cercanía al mar de la China Meridional los platos de pescado fresco son muy usuales en los restaurantes de Guangdong. 
El concepto cantonés de aplicar las especias al pescado cocinado, se hace tan solo para evitar el olor del pescado no fresco. El pescado fresco no tiene olores y se cocina al vapor. Por ejemplo, solo se añaden pequeñas cantidades de salsa de soja, jengibre, cebollas de primavera al pescado cocinado al vapor. De esta forma los aliños suaves no rompen la fragancia de los platos de pescado fresco. Sin embargo, los cantoneses desconfían de los platos de pescado con ajo y especias.

### Alimentos en conserva
Los cocineros cantoneses prestan mucha atención a la preparación con alimentos frescos, no obstante existen diversas preparaciones con alimentos preservados. Esta costumbre puede provenir de la gastronomía de Hakka. Algunos alimentos obtienen sabores intensos debido a estos procesos de secado, maduración, preservación y oxidación, similar en cierta forma a los tomates secados al sol de la cocina italiana. Algunos cocineros cantoneses mezclan los alimentos preservados con los frescos para generar diferentes contrastes de sabor y textura en sus platos. Los alimentos secos a menudo se hidratan en agua antes de ser cocinados, tales como las setas. Algunos moluscos como las vieiras poseen un sabor más intenso cuando están secos, sin su indeseable olor marino. 
| Nombre del producto                       | Comentarios |
| ----------------------------------------- | --- |
| Dong Gu (冬菇)                            | Setas Shiitake secas |
| Bao Yu (鮑魚)                             | Orejas de mar secas |
| Yeu Chu (瑤柱)                            | Vieiras secas |
| Hoi Sum (海參)                            | Pepinos de mar secos |
| Fa Gao (花膠)                             | Vejigas natatorias secas |
| Ha Gon (蝦乾) or Ha Mai (蝦米)            | Camarones secos. Ha Mai se refiere a una variedad específica. Ha Gon puede ser mayor que un dedo. |
| Yu Qi (魚翅)                              | Aleta de tiburón seca |
| Yeen Woh (燕窩)                           | |
| Choy Gon (菜乾)                           | Col china seca de la variedad cantonesa conocida como "Bok Choy" en los mercados de EE. UU. Nota: el término inglés "Bok Choy" se refiere a un vegetal específico en EE. UU., no al genérico báicài (白菜) en China.   |
| Hahm Suen Choy (鹹酸菜) o Mui Choy (梅菜) | Col china en vinagre |
| Choy Po (菜脯)                            | Daikon en rebanadas y marinado |
| Fu Yue (腐乳)                             | tofu fermentado |
| Ngo Yue (牛乳) o leche de sal             | Pequeñas láminas de leche cuajada conservada en salmuera, posee un sabor similar al queso.- |
| Hahm Yu (鹹魚)                            | Pescado en salazón |
| Lap Cheung (臘腸)                         | Col china preservada en salazón |
| Lap Ahp (臘鴨)                            | Pato preservado en sal |
| Lap Yhok (臘肉)                           | Cerdo en salazón |
| Hahm Dahn (鹹蛋)                          | Conocido como: Huevos en salazón. |
| Pei Dahn (皮蛋)                           | Conocido como: huevo centenario, o también huevo milenario. Suelen ser huevos de pato puestos en yeso hasta que cuaja la yema y se vueleve gelatinosa, el interior se vuelve de color verde-marmolino o marrón oscuro. |

### Sopa cocinada lentamente
Una de las especialidades de la cocina cantonesa son las sopas cocinadas lentamente. Se puede decir que es casi desconocido este arte en otras cocinas chinas. La sopa procede de un caldo claro al que se le ha sumergido carne y otros ingredientes durante varias horas. A veces se añaden hierbas medicinales al pote donde está a punto de hervir la sopa. Los ingredientes pueden ser: la vejiga natatoria del bacalao seco, pepinos de mar, vieiras secas y Bao Yu (鮑魚) (orejas de mar secas). Otro ejemplo de ingrediente que se le añade son el berro de agua con dos tipos de huesos de melocotón (南北杏西洋菜豬骨湯), etcétera. Las combinaciones son numerosas.
Este tipo de sopa es tan popular que se puede decir que una familia cantonesa media suele comer este plato al menos una vez por semana. No obstante la tradición se va desvaneciendo debido a la gran cantidad de tiempo que requiere la elaboración de este plato y son pocos los restaurantes que lo ofrecen.

## Platos de ejemplo
| Plato | Anotaciones |
| --- | --- |
| Dim Sum (點心, literalmente "toque en el corazón", significa "lo que tu corazón elige")                       | Pequeños platos servidos con té generalmente como un aperitivo, previo a otro plato como, por ejemplo, char siu bao (carne de cerdo a la barbacoa), ha gow (蝦餃, pasta al vapor con gambas), berro de agua dumplings (西菜饺) etc. |
| Sopa de fideos de gambas Wonton (鮮蝦雲吞麵)                                                                  | |
| Vegetales Stir-fried (炒青菜)                                                                                 | Vegetales de hoja verde stir-fried en aceite y a veces ajo o jengibre, aliñado con salsa de soja o salsa de ostras. |
| Char siu (叉燒) (denominado cerdo a la barbacoa)                                                              | Char siu generalmente se colorea en su exterior de rojo |
| Siew Yhok (燒肉, literalmente "carne asada") o Cerdo asado crujiente                                          | Se trata de cantidades grandes de cerdo marinadas y asadas, cortadas en pequeños trozos antes de servir. |
| Roast (Crispy) Young Pigeon/Squabs (紅燒乳鴿/烤乳鴿 Hanyu Pinyin: hóngshāo rúgē/kǎo rúgē cantonés: 紅燒=烤)   | |
| Shahe Fen (沙河粉)                                                                                            | Fideos finos y planos |
| Fritos con Ho Fan (乾炒牛河)                                                                                  | Shahe fen stir-fried con carne de ternera frita (se trata de un plato muy común) |
| Bak jok (白粥) (Rice Congee) con varios aliños y Youtiao (pan frito) (油條 or 油炸鬼)                         | |
| Cerdo al Curry (咖哩豬皮)                                                                                     | |
| Dace albóndigas de pescado (鯪魚球)                                                                           | |
| Pescado al vapor (清蒸魚)                                                                                     | |
| Intestinos de pescado al vapor (蒸魚腸)                                                                       | |
| Intestinos de pescado Stir-fried (炒鱼腸)                                                                     | |
| Pescado en salazón al vapor (蒸鹹魚)                                                                          | |
| Abundante pollo frío (白切雞) o Pollo al vapor (蒸雞) con jengibre y cebollas de primavera en aceite (薑蔥油) | |
| Pollo marinado asado (鹽焗雞)                                                                                 | |
| Pato a la salsa de soja (滷水鴨)                                                                              | |
| Lo Foh Tong (老火湯) (sopa cocinada lentamente)                                                               | |
| Yu Qi Tong (魚翅羹) (Sopa de aleta de tiburón)                                                                | |
| Vieira seca braseada (燜鮑魚)                                                                                 | |
| Guilinggao (龜苓膏)                                                                                           | Este plato es muy tradicional y se hace con la carne de la tortuga cocida con hierbas medicinales chinas. |
| Postre al vapor (糕點)                                                                                        | |
| Tong sui (糖水) (Sopa dulce)                                                                                  | Una categoría de sopa con habas rojas, sopa de sésamo ligera, etc. |
| Sticky Rice                                                                                                   | arroz glutinoso cocinado con salsa de soja así como otros ingredientes como salchichas, huevos duros, garbanzos, y algunos cortes de zanahoria.                                                                                     |
| Lo Mai Gai | arroz glutinoso con pollo con (a) salchichas de pollo (en pedazos) y setas secas shitake, enrolladas con hojas de loto. |
| Zongzi (粽子)                                                                                                 | Arroz glutinoso enrollado con hojas de bambú con una gran variedad de rellenos que pueden incluir cerdo, huevo salteado, alubias o berro de agua. Este plato no es específicamente cantonés.                                        |
| rodaja de melón Stir-fried (炒西瓜皮)                                                                         | Se trata de un plato stir-fried elaborado con la cáscara de un melón. |

### Aperitivos
| Plato                                               | Anotaciones                                                                                               |
| --------------------------------------------------- | --- |
| Cerdito asado (乳豬)                                | |
| Xio Ap (燒鴨) o Foh Ap (火鴨) (Pato asado)          | |
| Xio Oh (燒鵝) Ganso asado                           | La versión más famosa de Xio Ap (燒鵝) proviene de Yung Kee en Hong Kong                                  |
| Pollo braseado y crujiente (炸子雞)                 | |
| Xi Yow Gai (豉油雞) (Pollo a la Salsa de soja)      | Pollo cocinado lentamente a la salsa de soja.                                                             |
| Entrañas de la ternera (牛雜)                       | |
| Estofado de Ternera (牛腩)                          | |
| Foh Wo (火鍋) o (打邊爐) (cocido)                   | |
| Hongkongese Lo Mein (撈麵)                          | Fideos servidos con un bol de caldo aparte.                                                               |
| Fideos fritos y crujientes a la parrilla (港式煎麵) | Se traduce literalmente como 'Hongkongese Stir-fried Noodles'.                                            |
| Postre de helado (刨冰)                             | |
| Pato Taro ([陳皮]芋頭鴨)                            | |
| Calamar asado en sal y pimienta (椒鹽魷魚)          | |
| Gambas asadas a la sal y pimienta (椒鹽蝦)          | |
| Yuet Baeng (月餅)                                   | Se trata de un bollo tradicional de la cocina china cocinado para la llegada del Festival de Medio Otoño. |